# Asztúriai nyelv
Az asztúriai nyelv vagy asztur nyelv a spanyolországi Asztúria (Asturies) tartományban és környékén, valamint Észak-Portugáliában (Pertual) beszélt, a kasztíliaihoz közel álló újlatin nyelv(változat), az ún. asztur-leóni nyelv része (a leóni, mirandai és extremadurai nyelvekkel együtt). Sokáig csak a spanyol nyelv egyik északi dialektusának tekintették, de 1998 óta Asztúriában a spanyol mellett hivatalosan is használhatóvá vált, s központi eleme az aszturianizmus ideológiájának is.
Anyanyelvi beszélőinek száma 100 ezer, de Asztúria lakosságából majdnem félmillióan félmillióan használják második nyelvként. Nagyfokú a hasonlósága a spanyol felé, a két nyelv között 80% a kölcsönös érthetőség, ezért spanyol nyelvtudás mellett könnyen tanulható.
Az 1980-as években kezdődött a nyelv felélesztése és sztenderdizálása. Az Asztúriai Nyelvi Akadémia (Academia de la Llingua Asturiana) megteremtette a nyelv irodalmi változatát, helyesírását, valamint számos szótárt is kiadott. 2021 elkészült a Biblia teljes fordítása is asztúriai nyelven.

## Kiejtés és írás(Pronunciación y escribu)

### Az ábécé(Alfabetu)
Az asztúriai ábécé: a, b, c, ch, d, e, f, g, h, i, j, k, l, ll, m, n, ñ, o, p, q, r, s, t, u, v, w, x, y, z.
A betűk nevei: a, be, ce, che, de, e, efe, gue, hache, i, jota, ca, ele, elle, eme, ene, eñe, o, pe, cu, erre, ese, te, u, uve, uve doble, xe (equis), ye (i griega), ceda.

### Helyesírás(Escribu)
A j, k, w csak idegen eredetű nevekben fordul elő, kiejtésük megegyezik az átadó nyelv kiejtésével.
A kettőshangzókban található [j] hangot mindig i betűvel írjuk: llei [ʎej]. Ezzel szemben az és-t jelentő y-t és a hangsúlytalan tárgyesetű egyes szám harmadik személyű őt-et jelentő -y névmást mindig y-nal írjuk, habár kiejtése [i]: Xabel y Sandra [ʃa'bel i'sandra]; Dixo-y que sí ['diʃoi ke'si].
A szóvégi hangsúlytalan [u] hang írásképe u, és nem o, mint a spanyolban: gatu ['gatu] (spanyol gato).
A de, en, la, me, que, se, te szavak magánhangzóval és néma h-val kezdődő szavak előtt lerövidülnek: d', n', l', m', qu', s', t': d'esti, foi n'ochobre, l'asturiana, si m'apurres el llibru, qu'ésti, cuando s'escuenda, nun t'envizques. Hasonló a helyzet a pa esetében is (p'), de ez csak a- és ha- kezdetű szavaknál érvényesül: p'arriba. Szintén rövidülés lép fel az el esetében is, de itt nemcsak a magánhangzóval kezdődő szavak előtt lép fel (l'), hanem magánhangzóra végződő szavak után (de nem az y, o, -y szavak után) is ('l). Ha két magánhangzó között található, akkor a kezdőhanghoz csatlakozik. Pl.: ye l'árbor, canta'l carru, de Xuan y el fíu. Que és el találkozása: que'l lesz.

### Kiejtés(Pronunciación)

#### Magánhangzók(Vocales)
- a: palócos, rövid á [a]: casa ['kasa]
- e: zárt, rövid é [e]: celebru [θelebru]
- i: magyar i [i]: vidaya [bi'daja]
- o: magyar o [o]: polmón [pol'mon]
- u: magyar u [u]: zucre ['θukre]

#### Kettőshangzók(Diptongos)
Az i, u hangok (e, i előtt az ü is), ha magánhangzó mellé kerülnek, félhangzóvá válnak [j], [w]: tiesta ['tjesta], llei [ʎej], angüeña [an'gweɲa], bocaráu [boka'raw].

#### Mássalhangzók(Consonantes)
A mássalhangzók közül a b, d, g, l, m, n, p, t kiejtése megegyezik a magyaréval: [b], [d], [g], [l], [m], [n], [p], [t]: adobíu [ado'biw], merienda [mi'rjenda], pigazu [pi'gaθu], coral [ko'ral], mexella [mi'ʃeʎa], ruindá [rwin'da], chepa ['t͡ʃepa], estantín [istan'tin]. A többi betű kiejtése:
- c: e, i előtt „selypített” sz [θ], más esetben magyar k [k]: abociada [abo'θjada], coraes [ko'raes]
- ch: magyar cs [t͡ʃ]: espicha [es'pit͡ʃa]
- f: Kelet-Asztúriában és Leónban a szó eleji, magánhangzó előtti helyzetben magyar h [h], máshol magyar f [f]: facer [fa'θer]/[ha'θer]
- h: mindig néma [-]: hai [aj]
- ll: lágy l [ʎ]: lloréu [ʎo'rew]
- ñ: magyar ny [ɲ]: fariñes [fari'ɲes]
- qu: magyar k [k]: flaquez [fla'keθ]
- r: szó elején erősen pergetett r [r:], egyébként magyar r [r]: rodía [r:o'di.a], altor [al'tor]
- rr: erősen pergetett r [r:]: ñarres [ɲa'r:es]
- s: magyar sz [s]: pisu ['pisu]
- v: magyar b [b]: parva ['parba]
- x: magyar s [ʃ]: pexe ['peʃe]
- y: magyar j [j]: ayu ['aju]
- z: selypített sz [s]: zume ['θume]

### Hangsúly(Acentuación)
Az asztúriai szavak általában az utolsó előtti szótagjukon hangsúlyosak, ha magánhangzóra és-n-re végződnek. Mássalhangzóra (kivéve-n-re) végződő szavak véghangsúlyosak. Az egyéb eseteket ékezet jelöli (acentuación diacrítica), kettőshangzóknál az első betűre kerül az ékezet.
A következő szavakban a hangsúlyjel csak jelentésmegkülönböztető szerepű:
- a (elöljáró) - á (felkiáltás)
- ca (határozatlan) - cá (a casa rövid alakja)
- del (de + el) - dél (de + él)
- el (névelő) - él (névmás)
- mas (felszólító mód) - mas (melléknév)
- na (en + la) - ná (a nada rövid alakja)
- nel (en + el) - nél (en + él)
- nos (hangsúlytalan névmás) - nós (a nosotros rövid alakja)
- nun (en + un) - nún (en + ún)
- pa (elöljáró) - pá (főnév)
- tan (kötőszó) - tán ( a tar ige egyik alakja)
- se (visszaható névmás) - sé (a ser/saber igék egyik alakja)
- si (kötőszó) - sí ("igen")
- un (névelő) - ún (jelző)
- vos (hangsúlytalan névmás) - vós (a vosotros rövid alakja)
- ya (felszólító mód) - yá (melléknév)

## A névelők(Artículu)

### A határozott névelők
A névelők a vonatkozó szó nemétől és számától függenek:
- Hímnemű egyes számban mássalhangzó előtt el, magánhangzó előtt l', többes számban los: el llobu, l'abogáu, los antioyos.
- Nőnemű egyes számban mássalhangzó előtt la, magánhangzó előtt l', többes számban les: la casa, l'abogada, les fusties.
- Egyes esetekben találkozhatunk a lo semlegesnemű alakkal is, mely általában megszámlálhatatlan szavakkal áll együtt, többes számban a hímnemű alak használatos helyette: lo pelo.

A határozott névelő összeolvadhat az előtte álló a, con, de, en, pa, per, por, so elöljárószókkal, valamint a tou alakjaival, a, de, pa, so esetében csak hímnemben: al, del, pal, sol, a többinél mindig: con - col, cola, colo, colos, coles; en - nel, na, no, nos, nes; per - pel, pela, pelo, plos, peles; por - pol, pola, polo, polos, poles és tou el - tol, toa la - tola, too, lo - tolo, toos los - tolos, toes les - toles.

### A határozatlan névelők
Hasonló módon osztályozzuk a határozatlan névelőket is, melyek: un, una, uno; unos, unas. A többes számú alakok jelentése néhány. Csak az en elöljáróval olvadnak össze: nun, nuna, nuno, nunos, nunes.
A számnévként használt ún, una összekapcsolódik az előtte álló cada-val: caún, caúna.

## A főnevek(Nomes)

### A névszók nemei(Xéneru)
Az asztúriai főnevek két csoportba sorolhatóak: hímneműek és nőneműek közé. Legtöbb esetben a szavak névelőjéből és véghangzójából megállapíthatjuk a nemét.
Végződés alapján hímneműek az -u (a népnyelvben ez gyakran -o-nak hangzik, és így is írják!) hangra végződő szavak, nő-a-ra végződőek. Más esetben csak a névelő alapján dönthetjük el az adott szó nemét.
Legtöbbször a hímnemű szóból tudjuk származtatni a nőnemű alakokat:
- -u - -a: el llobu - la lloba
- -e - -a: el xastre - la xastra
- -áu - -ada: l'abogáu - l'abogada
- -éu - -eda: el fresnéu - la fresneda
- -íu - -ida: el berríu - la berrida; de: el fíu - la fía, …
- mássalhangzó - mássalhangzó + -a: el rapaz - la rapaza

Néhány esetben különleges képzésű a nőnemű alak: l'alcade - l'alcadesa, el papa - la papisa, el rei - la reina.
Van néhány olyan főnév is, mely nem változik nemek szerint: el xurista - la xurista
Néhány főnév esetében külön szó van a két nemre: home - muyer, pá - ma, xenru - nuera.

### A többes szám(Plural)
A hímnemű főnevek többes számai:
- -u végűek: az -u cseréje -os-ra: llobu - llobos, deu - deos
- -ín, -z végűek: -os raggal: xatín - xatinos, maíz - maizos
- -a, -e végűek: az -a, -e cseréje -es-re: cura - cures, ferre - ferres
- mássalhangzó végűek: -es raggal: llagar - llagares (ez utóbbi csoportnál helyesírási változás lép fel: c → qu, g → gu, gu → gü, z → c)
- hangsúlyos magánhangzó vagy magánhangzó + i végűek: -s raggal: esquí - esquís, rei - reis
- -s-re végződő hangsúlytalan szótag végűek: változatlan marad: llunes - llunes

A nőnemű főnevek többes számai:
- -a, -da, -e, -o végűek: az -a, -da, -e, -o cseréje -es-re: neña - neñes, partida - partíes, xarré - xarrés, mano - manes, xiga - xigues (ez utóbbi csoportnál helyesírási változás lép fel: c → qu, g → gu, gu → gü, z → c)
- hangsúlyos magánhangzó vagy mássalhangzó végűek: -es raggal: probitú - probitues, canal - canales
- -o (nemzetközi szavak!) vagy magánhangzó + i végűek: -s raggal: moto - motos, llei - lleis
- -s-re végződő hangsúlytalan szótag végűek: változatlan marad: tesis - tesis

Létezik néhány olyan szó is, amelynek nincsen egyes számú alakja: los antioyos, les fusties

## A melléknevek(Axetivu)
A melléknevek általában nemben és számban illeszkednek a vonatkozó alanyhoz. A megszámlálhatatlan főnevek esetében, ha a jelző a főnév után, vagy állítmányként áll, használatos az ún. semlegesnem (Neutru), mely mindig -o [o] végződésű: el neñu malu - el mesa mala - el carbón malo.
A melléknevek között találunk néhány olyat is, amelyek nem változnak nemek szerint: azul.
A melléknevek többes száma is -s, képzésük megegyezik a főnevekével.

## A határozószók(Alverbiu)
Kétféle határozószó létezik a nyelvben: az "eredeti" és a képzett, ez utóbbit az -(a)mente képzővel alkothatjuk: siquieira - siquieiramente.
A semleges alakú mellékneveket használhatjuk határozóként is: Xuan faló serio (= seriamente).
Tagadásra a non és a nun is használatos, a nun igékkel és névmásokkal áll, egyéb esetben a non használatos: Nun me da más dicite que non.
Különleges helyzetű az ú határozószó, mely igével hová? jelentésű, ige nélkül pedig hol van?-ként fordítjuk: ¿Ú vas? - ¿Ú María? Összeolvad a la, lo, lu, los, les névmásokkal: úla, úlo, úlu, úlos, úles.

## Névmások(Pronomes)

### Személyes névmások(Pronomes personales)
Az alanyesetű személyes névmások a következők: yo, tu, él-elli/ella/ello; nos(otros)/nosotres, vos(otros)/vosotres, ellos/elles. A harmadik személyű névmások összekapcsolódnak az előttük álló en-nel: nél, nelli, nella, nello; nellos, nelles.
A tárgyesetű alakok: direkt tárgy: me, te, lu/la/lo, nos/mos, vos, los/les, indirekt tárgy: me, te, -y, nos/mos, vos, -yos/-ys. Elöljárók után a direkt tárgyi alak áll.
Az asztúriaiban a tárgyas névmások mindig az ige mögé kerülnek: direkt tárgy: Tienles en casa., indirekt tárgy: Tráxo-y los llibros pela nueche.
Normál esetben több egymás mellé kerülő névmás mind az ige után áll, egybeírva azzal: dixistimelo (dixisti.me.lo). Tagadásban azonban a névmások a tagadószó mögé kerülnek, mind különírva: nun me lo dixisti. Alárendelő szerkezetekben, kérdésekben a kérdő/vonatkozó névmás után állnak: ¿Quién lo dixo?, Dixo que-y lo traxeren.

### Visszaható névmás(Pronomes reflesivos)
Csak harmadik személyben van önálló alakja, más személynél a személyes névmás tárgyesetű alakjait használjuk: direkt tárgy esetén: me, te, se, nos, vos se, indirekt tárgy esetén: me, te, si, nos, vos si.

### Birtokos névmások(Pronomes posesivos)
A birtokos névmásokat nemben, és számban egyeztetni kell a vonatkozó szóval.
Jelzői alakok:
|        | Egyes szám                   | Többes szám                                           |
| 1. sz. | míu, mía, míomíos, míes      | nues(tr)u, nues(tr)a, nues(tr)onues(tr)os, nues(tr)es |
| 2. sz. | tuyu, tuya, tuyotuyos, tuyes | vues(tr)u, vues(tr)a, vues(tr)ovues(tr)os, vues(tr)es |
| 3. sz. | suyu, suya, suyosuyos, suyes | suyu, suya, suyosuyos, suyes                          |

Önálló alakok (zárójelben a nyugat-asztúriai formák):
|        | Egyes szám                                | Többes szám                                              |
| 1. sz. | el/la mío (la mía)los/les míos (les mías) | el nues(tr)u, lanues(tr)alos nues(tr)os, les nues(tr)es  |
| 2. sz. | el/la to (la túa)los/les tos (les túas)   | el vues(tr)u, la vues(tr)alos vues(tr)os, les vues(tr)es |
| 3. sz. | el/la so (la súa)los/les sos (les súas)   | el/la so (la súa)los/les sos (les súas)                  |

Ha a családdal kapcsolatos kifejezésekben használjuk az önálló alakokat, akkor a névelő elhagyható: La mío casa - Mío casa.
Létezik a birtoklás kifejezésének egy másik formája, ez a de elöljáróval történik. Elsősorban E. 3.-ban használatos, a birtokos személyének pontosabb meghatározása végett. Ugyanígy használhatjuk a de birtokos elöljárót a semlegesnemű alakokkal is: de mio, de to, de so; de nueso, de vueso, de so.

### Mutató névmások(Pronomes demonstrativos)
A közelre mutató névmások, melyek a beszélőre vonatkozva közel vannak: esti/esta/esto, estos/estes (ez, ezek). A távolra mutató névmások, melyek a beszélőre vonatkozva távol vannak: esi/esa/eso, esos/eses (az, azok). Ha a tárgy mind a beszélőtől, mind a hallgatótól távol van: aquel(li)/aquella/aquello, aquellos/aquelles (amaz, amazok). Mind összekapcsolódik az előtte álló en-nel, pl: en esta - nesta, en eso - neso, en aquelos - naquelos.

## Az ige(Verbu)
Az igék általában önállóan állnak, mivel kifejezik a beszélő személyét, az alanyt nem kell kitenni.

### Szabályos igék(Verbos Regulares)
Az asztúriaiban három igeragozás van, főnévi igenevük alapján különböztethetők meg: 1. ragozás: -ar, 2. ragozás: -er, 3. ragozás: -ir. Egyes nyelvjárásoktól eltekintve nincsenek összetett igealakok.
Fontos tudnivaló, hogy ha a főnévi igenevet összekapcsoljuk nem alanyi névmással, akkor az elveszti a végső -r betűjét: ver + lu → velu, baxar + -y → baxa-y. Hasonló a helyzet a többes szám első személyű -mos rag végső -s-szével is nos előtt: llavamos + nos → llavamonos, facemos + nos → facémonos.
A következőkben a falar, esparder, apurrir főnévi igenevű (Infinitivu) igéken keresztül ismerkedünk meg az igealakokkal.

#### Kijelentő mód - Jelen idő (Presente d'Indicativu)
Kifejezi a jelen idejű mindennapos cselekvést, a pillanatnyi cselekvést, valamint a "történelmi jelent" (ez utóbbit magyarra múlt idővel fordítjuk).
- falar: falo, fales, fala, falamos, faláis, falen
- esparder: espardo, espardes, esparde, espardemos, espardéis, esparden
- apurrir: apurro, apurres, apurre, apurrimos, apurrís, apurren

#### Kijelentő mód - Befejezett jelen idő (Pretéritu Imperfeutu d'Indicativu)
Kifejezi egy cselekvés befejezett voltát.
- falar: falaba, falabes, falaba, falábemos/falábamos, falabeis/falabais, falaben
- esparder: espardía, espardíes, espardía, espardíemos/espardíamos, espardíeis/espardíais, espardíen
- apurrir: apurría, apurríes, apurría, apurríemos/apurríamos, apurríeis/apurríais, apurríen

#### Kijelentő mód - Múlt idő (Pretéritu Indefiniu d'Indicativu)
Ez az igeidő fejezi ki a múltban megtörtént általános cselekvéseket.
- falar: falé, falasti/falesti, faló, falemos, falastis/falestis, falaron
- esparder: espardí, espardisti/espardiesti, espardió, esoardimos/espardiemos, espardistis/espardiestis, espardieron
- apurrir: apurrí, apurristi/apurriesti, apurrió, apurrimos/apurriemos, apurristis/apurriestis, apurrieron

#### Kijelentő mód - Régmúlt idő(Pretéritu Pluscuamperfectu de Indicativu)
Ez az igeidő fejezi ki a múltban már befejezett cselekvéseket.
- falar: falare/falara, falares/falaras, falare/falara, faláremos/faláramos, falareis/falarais, falaren/falaran
- esparder: espardiere/espardiera, espardieres/espardieras, espardiere/espardiera, espardiéremos/espardiéramos, espardiereis/espardierais, espardieren/espardieran
- apurrir: apurriere/apurriera, apurrieres/apurrieras, apurriere/apurriera, apurriéremos/apurriéramos, apurriereis/apurrierais, apurrieren/apurrieran

#### Kijelentő mód - Jövő idő (Futuru d'Indicativu)
Ez az igeidő fejezi ki a jövő idejű cselekvéseket.
- falar: falaré, falarás, falará, falaremos, falaréis, falarán
- esparder: esparderé, esparderás, esparderá, esparderemos, esparderéis, esparderán
- apurrir: apurriré, apurrirás, apurrirá, apurriremos, apurriréis, apurrirán

#### Kötő mód - jelen idő(Presente de Suxuntivu)
- falar: fale, fales, fale, falemos, faléis, falen/falan
- esparder: esparda, espardas, esparda, espardamos, espardís, espardan
- apurrir: apurra, apurras, apurra, apurramos, apurráis, apurran

#### Kötő mód - folyamatos jelen idő (Pretéritu Imperfeutu de Suxuntivu)
- falar: falare/falara, falares/falaras, falare/falara, faláremos/faláramos, falareis/falarais, falaren/falaran
- esparder: espardiere/espardiera, espardieres/espardieras, espardiere/espardiera, espardiéremos/espardiéramos, espardiereis/espardierais, espardieren/espardieran
- apurrir: apurriere/apurriera, apurrieres/apurrieras, apurriere/apurriera, apurriéremos/apurriéramos, apurriereis/apurrierais, apurrieren/apurrieran

#### Feltételes mód(Presente Potencial)
Ez az igeidő fejezi ki a feltételes cselekvéseket.
- falar: falaría, falaríes, falaría, falaríemos/falaríamos, falaríeis/falaríais, falaríen
- esparder: espardería, esparderíes, espardería, esparderíemos/esparderíamos, esparderíeis/esparderíais, esparderíen
- apurrir: apurriría, apurriríes, apurriría, apurriríemos/apurriríamos, apurriríeis/apurriríais, apurriríen

#### Felszólító mód (Presente d'Imperativu)
Csak második személyben használjuk! Más esetekben a kötő mód alakjait használjuk.
- falar: fala, falái
- esparder: espardi, espardéi
- apurrir: apurri, apurríi

#### Határozói igenév(Xerundu)
Akkor használjuk, ha az igét határozóként akarjuk használni.
- falar: falando
- esparder: espardiendo
- apurrir: apurriendo

#### Múlt idejű melléknévi igenév(Pretéritu Participiu Passivu)
Akkor használjuk, ha az igét melléknévként akarjuk használni. Nemek szerint két alakja van.
- falar: faláu/falada/falao - falaos/falaes
- esparder: espardíu/espardida/espardío - espardios/espardíes
- apurrir: apurríu/apurrida/apurró - apurrios/apurríes

### Rendhagyó igék
Ha egy hangsúlytalan szótag válik hangsúlyossá, a következő változások történhetnek:
- ai - aí: entainar - entaíno
- au - aú: aunir - aúno
- e - i: correxir - corrixo
- e - ie: ferver - fiervo
- e - ie - i: sentir - siento - sintió
- o - ue: moyar - mueyo
- o - ue - u: dormit - duermo - durmió
- u - ue: xugar - xuego

Csak helyesírásban végbemenő változások:
- c - qu: emporcar - empuerques
- c - z: torcer - tuerzo
- g - gu: regar - regues

Hangkiesés:
- Második és harmadik igeragozásban a c, l, n, ñ, s, y tövű igéknél az egyes igealakoknál az -i- hang kieshet: muñer - muñendo - muñesti.
- Második és harmadik igeragozásban a l, n, r, s, z tövű igéknél a jelen idő -e-je, és a felszólító mód -e-je kiesik: querer - quier, poner - pon.

Számos igének - ilyen például a ser, tar, dicir, facer/faer, poner, andar, dir, haber, querer, tener, venir - két alternatív töve van, amely megjelenhet a ragozás során.